# Pavľany
Pavľany este o comună slovacă, aflată în districtul Levoča din regiunea Prešov. Localitatea se află la altitudinea de 789 m deasupra n.m., se întinde pe o suprafață de 7,71 km2 și în 2017 număra 52 de locuitori.

## Istoric
Localitatea Pavľany este atestată documentar din 1245.

## Demografie
| An:                | 1994 | 2004    | 2014    | 2024    |
| ------------------ | ---- | ------- | ------- | ------- |
| Număr de persoane: | 118  | 81      | 53      | 43      |
| Diferență:         |      | −31,35% | −34,56% | −18,86% |

| An:                | 2023 | 2024 |
| ------------------ | ---- | ---- |
| Număr de persoane: | 43   | 43   |
| Diferență:         |      | +0%  |